# Emazione
Nella mitologia greca, il nome Emazione o Ematione o Emazio (in greco antico: Ἠμαθίων?, Emathion), si riferisce a quattro individui (cinque con la fonte virgiliana).
1. Emazione, re dell'Etiopia o dell'Arabia, figlio di Titone ed Eos, e fratello di Memnone. Eracle lo uccise quando dovette combattere contro di lui (dopo aver attraversato la valle del Nilo mentre era in viaggio per trarre le mele d'oro dall'Esperide), e consegnò il suo regno al fratello. Secondo una fonte, Emazione voleva impedire al celebre eroe di prender possesso dei preziosi pomi. Un'altra leggenda narra che il padre di Romo, che fondò Roma,[1] fosse Emazione.[2][3]
2. Emazione, re di Samotracia, era figlio di Zeus ed Elettra (una delle Pleiadi), fratello di Dardano, Iasione (Eezione) e (forse) Armonia. Mandò dei soldati ad unirsi a Dioniso nelle sue campagne indiane.[4]
3. Emazio era un anziano cortigiano etiope di Cefeo. «Timoroso degli dei e fautore delle giuste cause», fu decapitato da Cromi durante la lotta tra Fineo e Perseo.[5]
4. Emazione era un principe troiano e padre di Atimnio, che generò accoppiandosi con la naiade Pegasi (o Pegaside).[6][7]
5. Nell'Eneide, Emazione è uno dei compagni di Enea in Italia. Fu ucciso da Ligeri, un alleato di Turno, la nemesi italica di Enea.[8][3][9]